# Mack (varumärke)
Mack är en akronym av de första bokstäverna i efternamnen för Nils Peter Mathiasson, Oscar Andersson, Gunnar Collin (advokat och krigsdomare) och Helmer Key (chefredaktör för Svenska Dagbladet), som bildade företaget Mackmeter i Sverige år 1916. Namnet Mack stod ingjutet i pumparnas gjutjärnshölje, vilket medförde att mack blev synonymt med bensinstation. Enligt SAOB är betydelsen dokumenterad i skrift första gången år 1927.
Mack är numera ett varumärkesord och åtskilliga bolag har eller har haft ordet i sitt namn, däribland Mack Petroleum.